# Hundtgasse (Kölleda)
Die Hundtgasse ist eine Anliegerstraße in der thüringischen Kleinstadt Kölleda. Sie trifft in östlicher Richtung auf den Markt und beginnt an der Straße Am Brückentor.
In der Hundtgasse 5 ist die Freiwillige Feuerwehr ansässig. Im Jahre 1899/1900 wurde das „Haus Schwanenteich“ erbaut, das sich in dieser Straße unter der Nummer 6 a befindet. Seine ursprüngliche Bestimmung war eine Schule, heute ist es ein Pflegeheim.
Auf der Liste der Kulturdenkmale in Kölleda stehen die Wohnhäuser Hundtgasse 7 und 10.